# Patrick Weiser
Patrick Weiser (* 25. Dezember 1971 in Düren) ist ein ehemaliger deutscher Fußballspieler und heutiger -trainer.

## Karriere
Weiser begann beim FC Hertha Rheidt mit dem Fußballspiel. Bereits im Alter von dreizehn Jahren wechselte er in die Nachwuchsabteilung des 1. FC Köln. Sein erstes Bundesligaspiel absolvierte er im Alter von 20 Jahren am 11. April 1992 gegen den MSV Duisburg. Ab der Saison 1992/93 wurde er zum Stammspieler innerhalb der Mannschaft, ein Grund hierfür war die Verletzung von Henrik Andersen.
Nach insgesamt 12 Jahren bei den Domstädtern ging er 1997 zu Stade Rennes nach Frankreich.
Zwei Jahre später kehrte der Abwehrspieler in die Bundesliga zurück und spielte von 1999 bis 2005 für den VfL Wolfsburg. Im August 2005 kehrte er zum 1. FC Köln zurück, bei dem er einen Vertrag bis zum 30. Juni 2007 unterschrieb. Im März 2006 absolvierte er ein Spiel für die zweite Mannschaft der Kölner.
In der Saison 2011/12 gehörte er dem Trainerteam der Profis des 1. FC Köln an, vorher war er Trainer der U16-Mannschaft des Vereins. Nach der Entlassung von Cheftrainer Ståle Solbakken wechselte er mit diesem zum englischen Zweitligisten Wolverhampton Wanderers, wo er für das Reserveteam verantwortlich war. Die Entlassung Solbakkens bei den „Wolves“ im Januar 2013 bedeutete auch das Ende des dortigen Engagements von Weiser.
Von 2014 bis 2015 arbeitete er als Trainer der Jugend des Bonner SC. An der Hennes-Weisweiler-Akademie in Hennef absolvierte Weiser den Fußballlehrer-Lehrgang und erhielt am 9. März 2016 die Fußballlehrerlizenz.

## Privat
Patrick Weiser hat drei Kinder. Sein Sohn Mitchell ist ebenfalls aktiver Fußballspieler.